# Carlos Bolado
Pour les articles homonymes, voir Bolado.
Carlos Bolado est un monteur, réalisateur, scénariste et producteur mexicain né le 6 février 1964 à Veracruz (Mexique).

## Biographie
Carlos Bolado a été marié avec l'animatrice, scénariste et réalisatrice américaine Justice Shapiro, le couple ayant eu un enfant prénommé Mateo Bolado. Le couple a par la suite divorcé.

## Filmographie

### Comme monteur
- 1986 : Laura
- 1990 : Golkobi
- 1991 : Uxmal
- 1991 : Ciudades del México antiguo (série TV)
- 1991 : Chichen-Itza
- 1992 : Mantis religiosa
- 1992 : Juegos nocturnos
- 1992 : Como agua para chocolate
- 1993 : Me voy a escapar
- 1993 : La Vida conyugal
- 1994 : Un Volcán de lava de hielo
- 1994 : Ponchada
- 1994 : Novia que te vea
- 1994 : Hasta morir
- 1994 : Los Viejos ritos
- 1995 : En el aire
- 1996 : Katuwira, donde nacen y mueren los sueños
- 1998 : Sin sostén
- 1998 : Bajo California: El límite del tiempo
- 1999 : Crónica de un desayuno
- 2000 : El Silencio del tiempo
- 2001 : Promesses
- 2005 : Sólo Dios sabe

### Comme réalisateur
- 1986 : Laura
- 1986 : Acariciandome frente al espejo
- 1988 : Sentido contrario
- 1990 : Golkobi
- 1993 : Ritos
- 1994 : Los Viejos ritos
- 1998 : Bajo California: El límite del tiempo
- 2001 : Promesses
- 2005 : Sólo Dios sabe

### Comme scénariste
- 1986 : Laura
- 1994 : Los Viejos ritos
- 1998 : Bajo California: El límite del tiempo
- 2005 : Sólo Dios sabe

### Comme producteur
- 1998 : Bajo California: El límite del tiempo
- 2005 : Sólo Dios sabe

## Récompenses et nominations

### Récompenses
- 2002 : News and Documentary Emmy Award (meilleurs programmes d'actualité et documentaires)[2]
  - News & Documentary Emmy Award « Outstanding Background/Analysis of a Single Current Story – Long Form »
  - News & Documentary Emmy Award du meilleur documentaire

### Nominations
- 2002 : 74e cérémonie des Oscars
  - Oscar du meilleur film documentaire[3]